# Sant Miquel de Montclar
Sant Miquel de Montclar és una església romànica ubicada al municipi de Pontils, a la comarca de la Conca de Barberà.

## Descripció
Construcció d’una sola nau amb absis a la capçalera, ambdues cobertes per una volta de creueria. La porta d’accés no té cap element ornamental, es troba a la façana sud.

## Història
Segons Francesca Español, l’església va ser edificada a la segona meitat del segle xi. La història de l’art planteja la hipòtesi que, originàriament, hi havia “una coberta de fusta sobre la zona destinada als fidels, mentre que en el presbiteri hi deuria haver una volta de quart d’esfera”. La primera referència documentada es remunta a 1154.

## Llegenda
Sant Miquel de Montclar ha inspirat múltiples llegendes populars. La més coneguda té el seu origen en un solc que es troba a l’exterior de l’església, anomenat la “Relliscada de Sant Miquel”. Segons la llegenda, trobant-se sant Miquel al castell de Queralt, va saltar amb un cavall fins a Sant Miquel per socórrer un grup de cristians de l’atac dels sarraïns. En canvi, una altra versió de la llegenda apunta que l’atacat hauria estat el mateix Sant Miquel al castell de Queralt. Per salvar-se, hauria fet el salt fins a la serra de Montclar. Aquesta llegenda va inspirar un poema de Magí Morera i Galícia, escrit el 22 de juliol de 1897.